# Henry Keazor

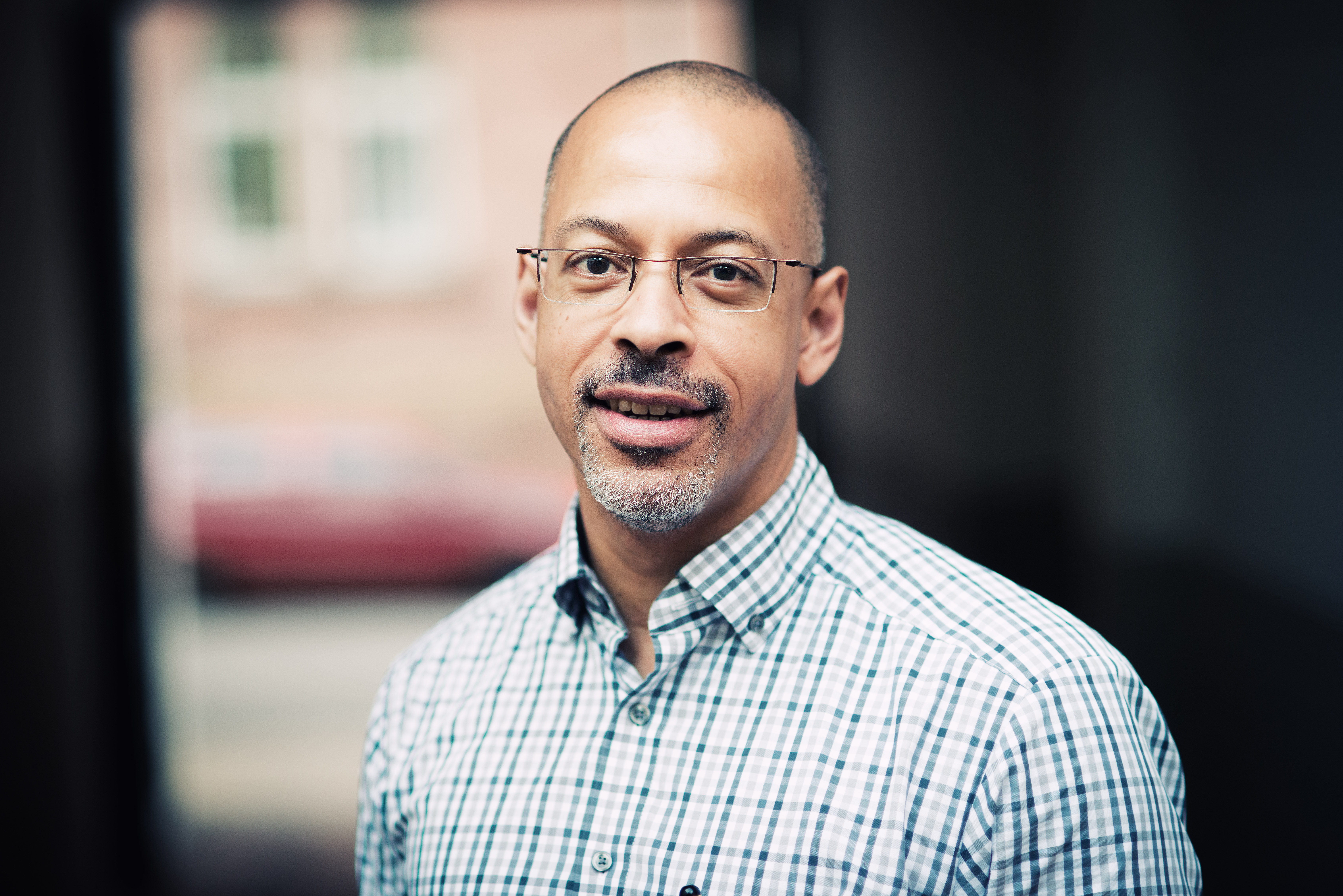
Henry Keazor, 2016

Henry Keazor (* 4. März 1965 in Heidelberg) ist ein deutscher Kunsthistoriker und Hochschullehrer.

## Leben
Keazor studierte Kunstgeschichte, Germanistik, Musikwissenschaft und Philosophie an der Ruprecht-Karls-Universität Heidelberg und der Universität Paris-Sorbonne (Paris IV). Im Jahr 1996 wurde er dann an der Universität Heidelberg mit einer Forschungsarbeit über das Werk des barockzeitlichen Malers Nicolas Poussin promoviert. Von 1996 bis 1999 war er Stipendiat und Wissenschaftlicher Assistent am Kunsthistorischen Institut in Florenz, darauf von 1999 bis 2005 Wissenschaftlicher Assistent am Kunstgeschichtlichen Institut der Johann Wolfgang Goethe-Universität Frankfurt am Main, wo er sich im Jahr 2005 auch habilitierte mit einer Forschungsarbeit über das Werk der barockzeitlichen Malerfamilie Carracci aus Bologna. Dem schloss sich eine Gastprofessur an der Johannes Gutenberg-Universität Mainz an. Ab 2006 war Keazor Heisenberg-Stipendiat der Deutschen Forschungsgemeinschaft, bevor er im September 2008 eine Berufung auf den Lehrstuhl für Kunstgeschichte an der Universität des Saarlandes annahm.
Zum 1. September 2012 wechselte Keazor an das Institut für Europäische Kunstgeschichte der Ruprecht-Karls-Universität Heidelberg, wo er als Nachfolger von Raphael Rosenberg die seit 2009 vakante Professur für Neuere und Neueste Kunstgeschichte antrat. Dort wirkt er darüber hinaus auch im Leitungsgremium des Kunstvereins mit. Seit 2015 ist er ordentliches Mitglied der Heidelberger Akademie der Wissenschaften.
In dem 2014 veröffentlichten Dokumentarfilm „Beltracchi – Die Kunst der Fälschung“ von Arne Birkenstock erscheint Keazor zu Beginn und am Ende als Interviewpartner des Kunstfälschers Wolfgang Beltracchi – er entlockt ihm dabei die Aussage, dass in den Werken des Fälschers „kein Herzblut“ stecke. Dies steht im Widerspruch zu Beltracchis Statement bei seiner Verurteilung, eigentlich habe er immer nur malen wollen, Geld habe ihn nie interessiert. 2015 kuratierte Keazor die Ausstellung Fake: Fälschungen, wie sie im Buche stehen in der Universitätsbibliothek Heidelberg, in der unter anderem erstmals eine Fälschung Beltracchis nach Johannes Molzahn mit einem Original des Künstlers in direktem Vergleich gezeigt wurde. 2024 kuratierte er die Ausstellung Kunst und Fälschung im Kurpfälzischen Museum Heidelberg.
2020 erhielt Keazor – unter anderem für seine Publikationen zu Nicolas Poussin und Jean Nouvel – den „Prix du Rayonnement de la langue et de la littérature françaises“ der Académie française, der französischen und ausländischen Persönlichkeiten verliehen wird, die sich in besonderem Maße um die französische Sprache und Literatur verdient gemacht haben.

## Forschungsschwerpunkte
Keazors Forschungsschwerpunkte bilden neben französischer und italienischer Barockmalerei auch die zeitgenössische Illustration der Entdeckung Amerikas (vor allem durch den belgischen Künstler Theodor de Bry), zeitgenössische Architektur (insbesondere die Jean Nouvels), Bildende Kunst und deren Rezeption zum Beispiel in Literatur und Medien (zum Beispiel in der Serie Die Simpsons), Musikvideos sowie das Phänomen der Kunstfälschung. Dazu hat er im Frühjahr 2021 am Institut für Europäische Kunstgeschichte der Ruprecht-Karls-Universität Heidelberg die erste universitäre und der Lehre wie der Forschung gewidmete Sammlung gefälschter Kunstwerke begründet. 

## Veröffentlichungen (Auswahl)
- Poussins Parerga: Quellen, Entwicklung und Bedeutung der Kleinkompositionen in den Gemälden Nicolas Poussins. Schnell und Steiner, Regensburg 1998, ISBN 3-7954-1146-7 (Buchfassung der Dissertation).
- Distruggere la maniera? Die Carracci-Postille. Rombach Verlag, Freiburg im Breisgau 2002, ISBN 3-7930-9307-7.
- Als Herausgeber: Psychische Energien bildender Kunst: Festschrift für Klaus Herding. DuMont Literatur- und Kunstverlag, Köln 2002, ISBN 3-8321-7225-4.
- Mit Thorsten Wübbena: Video thrills the radio star: Musikvideos: Geschichte, Themen, Analysen. Transcript, Bielefeld 2005, ISBN 3-89942-383-6 (3., überarbeitete und erweiterte Auflage, 2011, ISBN 978-3-89942-728-8).
- Nicolas Poussin: 1594–1665. Taschen, Köln 2007, ISBN 978-3-8228-5319-1.
- „Il vero modo“. Die Malereireform der Carracci. Gebrüder Mann Verlag, Berlin 2007, ISBN 978-3-7861-2561-7 (Buchfassung der Habilitationsschrift).
- Mit Thorsten Wübbena als Herausgeber und Autor: Rewind, play, fast forward: the past, present and future of the music video. Transcript, Bielefeld 2010, ISBN 978-3-8376-1185-4.
- Mit Fabienne Liptay und Susanne Marschall: Filmkunst: Studien an den Grenzen der Künste und Medien. Schüren Verlag, Marburg 2011, ISBN 978-3-89472-666-9.
- Mit Thomas Mania und Thorsten Wübbena als Herausgeber und Autor: Imageb(u)ilder: Vergangenheit, Gegenwart und Zukunft des Videoclips. Ausstellungskatalog rock’n’popmuseum Gronau, Münster 2011, ISBN 978-3-933060-36-5.
- Mit Hans Giessen und Thorsten Wübbena: Zur ästhetischen Umsetzung von Musikvideos im Kontext von Handhelds. ART-Dok, Publikationsplattform Kunstgeschichte, 2012 (online).
- Als Mitherausgeber mit Jörg Pütz und Autor: Kunst auf dem Campus. Gollenstein Verlag, Merzig 2012, ISBN 978-3-86390-010-6.
- Als Herausgeber und Autor: Hitchcock und die Künste. Schüren, Marburg 2013, ISBN 978-3-89472-828-1.
- Mit Tina Öcal: Der Fall Beltracchi und die Folgen. Interdisziplinäre Fälschungsforschung heute. De Gruyter, Berlin 2014, ISBN 978-3-11-031589-9
- Täuschend echt! Eine Geschichte der Kunstfälschung. Wissenschaftliche Buchgesellschaft/Theiss, Darmstadt 2015, ISBN 978-3-8062-3032-1
- Als Autor und zusammen mit Maria Effinger als Herausgeber: FAKE: Fälschungen, wie sie im Buche stehen (Ausstellungskatalog UB Heidelberg). Winter Verlag, Heidelberg 2016, ISBN 978-3-8253-6621-6
- Modellwelten. Zwischen Transparenz und Opazität: Die doppelten Bilder der digitalen Moderne. In: Natascha Adamowsky (Hrsg.): Digitale Moderne. Die Modellwelten von Matthias Zimmermann. Hirmer Verlag, München 2018, ISBN 978-3-7774-2388-3, S. 72–109
- Als Herausgeber und Autor: „We are all astronauts“. The Image of the Space Traveler in Arts and Media. Berlin 2019, ISBN 978-3-95808-213-7.
- Raffaels 'Schule von Athen'. Von der Philosophenakademie zur Hall of Fame. Wagenbach, Berlin 2021, ISBN 978-3-8031-3695-4[10]
- Aus dem Falschen das Richtige lernen. 12 Fälle der Kunstfälschung. Begleitbroschüre zur Ausstellung „Kunst und Fälschung“ im Kurpfälzischen Museum Heidelberg vom 29. Februar bis 30. Juni 2024. 2. Auflage, Heidelberg 2024, ohne ISBN.